# Pachynema
Pachynema é um género botânico pertencente à família Dilleniaceae.

## Espécies
- Pachynema complanatum R.Br. ex DC.
- Pachynema conspicuum Benth.
- Pachynema diffusum Craven & Dunlop
- Pachynema dilatatum Benth.
- Pachynema hooglandii Craven & Dunlop
- Pachynema junceum Benth.
- Pachynema praestans Craven & Dunlop
- Pachynema sphenandrum F.Muell. & Tate

1. ↑  «Pachynema — World Flora Online». www.worldfloraonline.org. Consultado em 19 de agosto de 2020